# Bolitoglossa savagei
Espèce
Statut de conservation UICN

 NT  : Quasi menacé
Bolitoglossa savagei est une espèce d'urodèles de la famille des Plethodontidae endémique de Colombie.

## Répartition
Cette espèce est a été observée uniquement dans la Sierra Nevada de Santa Marta dans le nord de la Colombie. On la trouve entre 1 400 et 2 800 m d'altitude.

## Description
La femelle holotype mesure 107,5 mm de longueur totale dont 54,5 mm de longueur standard et 53,0 mm pour la queue. La longueur standard des mâles varie de 36,6 à 51,7 mm et celle des femelles de 38,2 à 55,1 mm.

## Étymologie
Cette espèce est nommée en l'honneur de Jay Mathers Savage

## Publication originale
- Brame & Wake, 1963 : The salamanders of South America. Contributions in Science. Natural History Museum of Los Angeles County, no 69, p. 1-72 (texte intégral).